# Rythabis heptneri
Rythabis heptneri is een eenoogkreeftjessoort uit de familie van de Tharybidae. De wetenschappelijke naam van de soort is voor het eerst geldig gepubliceerd in 2005 door Marhaseva & Ferrari.